# Edoh Hiagbé
Edoh Hiagbé est un footballeur international  togolais né le 14 août 1988 à Lomé. Il évolue actuellement au poste d'attaquant au Bergerac PFC.

## Carrière

### En club
Formé à l'Académie Planète Foot au Togo, Edoh Hiagbé rejoint la France en 2005 pour finir sa formation à La Berrichonne de Châteauroux où il jouera plusieurs matchs en 18 ans Nationaux et en CFA2 avec la réserve du club. Il rejoint ensuite en 2006 l'Aquitaine et Montpon-Ménesplet en DH où il restera durant quatre saisons.
En 2010 il retrouve le CFA2 en s'engageant avec le Bergerac Foot, "un club ambitieux qui a de l'avenir" selon lui.
depuis 2012 il évolue au Fc Marmande 47 tous d'abord avec l'équipe de DH et la montée en 2015 lui permet de re-évoluer en CFA2

### En sélection
Profitant de nombreuses blessures en sélection nationale du Togo, il est appelé par Didier Six pour le match amical face au Burkina Faso le 14 août 2012. Il honorera sa première sélection en entrant en jeu à 35 minutes de la fin du match, à la pointe de l'attaque aux côtés d'Emmanuel Adebayor.